# Sept Jours en enfer
Pour plus de détails, voir Fiche technique et Distribution.
Sept Jours en enfer (7 Days in Hell) est un moyen-métrage américain réalisé par Jake Szymanski, diffusé le 11 juillet 2015 sur HBO et le [Quand ?] sur le bouquet OCS en France.
Tourné sous la forme d'un documentaire parodique inspiré du match de tennis Isner - Mahut lors du tournoi de Wimbledon 2010 qui dura 3 jours (et plus de 11 heures de jeu effectives), il met en vedette Andy Samberg et Kit Harington.

## Synopsis
Le film est présenté comme un documentaire fictif de HBO Sports incorporant des images de la BBC. Il montre le parcours des concurrents Aaron Williams et Charles Poole, deux joueurs de tennis professionnels qui s'affrontent dans ce qui deviendra le match le plus long de l'histoire.

## Fiche technique
Sauf indication contraire, les informations mentionnées dans cette section peuvent être confirmées par la base de données cinématographiques IMDb,  présente dans la section « Liens externes ».
- Titre original : 7 Days in Hell
- Titres français : Sept jours en enfer
- Réalisation : Jake Szymanski
- Scénario : Murray Miller
- Photographie : Craig Kief
- Production : Murray Miller, Andy Samberg et David Bernad
- Sociétés de production :
  - HBO Films
  - The Buss Company
- Société de distribution :
  - HBO (États-Unis)
  - OCS (France)
- Pays de production :  États-Unis
- Langue originale : anglais
- Durée : 45 minutes
- Dates de sortie : 
  - États-Unis : 11 juillet 2015 sur HBO
  - France : 11 juillet 2018 sur Prime Video[2] et [Quand ?] sur OCS[3] (en VOSTFr[3])
- Classification :
  - États-Unis : TV-MA
  - France : tous publics

## Distribution
Sauf indication contraire, les informations mentionnées dans cette section peuvent être confirmées par la base de données cinématographiques IMDb,  présente dans la section « Liens externes ».
- Andy Samberg : Aaron Williams
- Kit Harington : Charles Poole
- Mary Steenburgen : Louisa Poole, la mère de Charles
- Karen Gillan : Lily Allsworth, l'ex-petite amie de Charles
- Lena Dunham : Lanny Denver, ancienne présidente de Jordache (en)
- Will Forte : Sandy Pickard, écrivain
- June Squibb : la reine Élisabeth II
- Michael Sheen : Caspian Wint, journaliste sportif britannique
- Fred Armisen : Edward Pudding, ancien président du All England Club
- Howie Mandel : le prince Edward, duc de Kent
- Jon Hamm : le narrateur (voix)
- Lyssa Roberts : une streaker
- Chris Romano : un streaker
- David Copperfield : lui-même
- Chris Evert : elle-même
- John McEnroe : lui-même
- Serena Williams : elle-même

## Accueil critique
Sept jours en enfer a reçu des critiques positives aux États-Unis avec un score de 80 % basé sur 20 avis et une note moyenne de 7/10 sur Rotten Tomatoes.